# Referéndum electoral de Samoa Americana de 1972
Un referéndum sobre la elección directa de gobernadores y vice gobernadores tuvo lugar en Samoa Americana el 7 de agosto de 1972. A los electores se les preguntó si aprobaban una propuesta que permitiría la elección directa de gobernadores y vicegobernadores. La participación fue baja, de 28,20%, y la propuesta fue rechazada, con un 17,30%  de los electores votando "sí" y un 82,70% votando "no". Una propuesta idéntica fue promovida tres veces más hasta que finalmente fuera aprobada en 1976.